# Moorine Rock
Moorine Rock is een plaats in de regio Wheatbelt in West-Australië.

## Geschiedenis
Ten tijde van de Europese kolonisatie leefden de Kalamaia Aborigines in de streek.
In 1865, toen hij een weg naar het oosten ontwikkelde, sloeg Charles Cooke Hunt een waterput aan de voet van een rots die de Aborigines Moorine noemden. Een zeventigtal Aborigines zou er toen een corroboree hebben georganiseerd omdat ze er vanwege zijn rode jas vanuit gingen dat Hunt de gouverneur was.
In 1888 vond ene W.M. Parker goud in de 'Parker Range'. Toen in 1895 de spoorweg van Northam naar Southern Cross opende werd het spoorwegstation 'Parkers Road' op de lijn ontwikkeld. In 1923 vond de districtslandmeter het nodig de omgeving rond het station te verkavelen. Twee jaar later, in 1925, werd het dorp 'Parker Road' er gesticht. Dat jaar opende een winkel met postkantoor.
Een lokaal parlementslid vond de naam verwarrend vanwege een straat met dezelfde naam in Southern Cross en het goudmijngebied 'Parker Range'. In 1926 werd het dorp officieel hernoemd tot Moorine Rock, naar de Aboriginesnaam van de nabijgelegen rots. De betekenis van de naam is niet bekend. In 1930 werd het 'Moorine Rock Hotel' en in 1937 de 'Moorine Rock School' gebouwd.
In 1932 kondigde de Wheat Pool of Western Australia aan twee graanzuigers in Moorine Rock te zullen plaatsen voor het vervoer van graan in bulk.

## Beschrijving
Moorine Rock maakt deel uit van het lokale bestuursgebied (LGA) Shire of Yilgarn. Het is een verzamel- en ophaalpunt voor de oogst van de in de streek bij de Co-operative Bulk Handling Group aangesloten graanproducenten.
Moorine Rock heeft een hotel, een basisschool en een winkel. In 2021 telde het 61 inwoners, tegenover 189 in 2016.

## Toerisme
Frog Rock, een populaire picknickplaats aan een kleine dam aan de voet van een 'wave rock', is bereikbaar vanuit Moorine Rock.
Hunts gerestaureerde waterput kan worden bezichtigd.

## Transport
Moorine Rock ligt langs de Great Eastern Highway, 347 kilometer ten oosten van de West-Australische hoofdstad Perth, 83 kilometer ten oosten van Merredin en 22 kilometer ten westen van Southern Cross, de hoofdplaats van het lokale bestuursgebied waarvan Moorine Rock deel uitmaakt.
De Eastern Goldfields Railway loopt langs Moorine Rock. Transwa's 'Prospector'-treindienst heeft er een stop.

## Klimaat

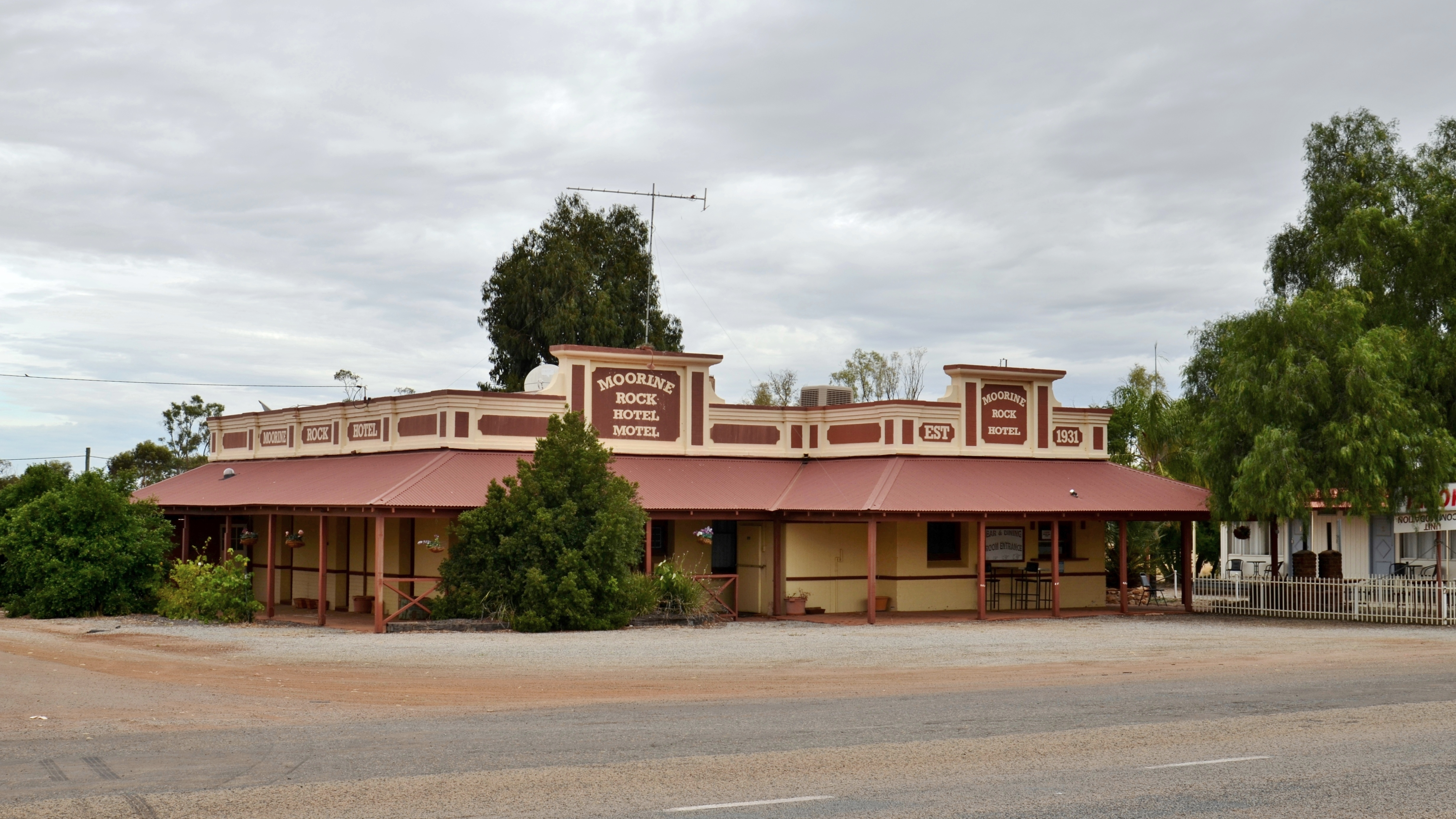
Moorine Rock Hotel uit 1930 in 2017

Moorine Rock kent een koud steppeklimaat, BSk volgens de klimaatclassificatie van Köppen. De gemiddelde jaarlijkse temperatuur bedraagt 17,7 °C en de gemiddelde jaarlijkse neerslag ligt rond 308 mm.
Aldersyde · Amery · Ardath · Arthur River · Baandee · Babakin · Badgingarra · Badjaling · Bailup · Bakers Hill · Balkuling · Ballaying · Ballidu · Beacon · Beenong · Beermullah · Bejoording · Belka · Bencubbin · Bendering · Benjaberring · Beverley · Bilbarin · Bindi Bindi · Bindoon · Bodallin · Bolgart · Bonnie Rock · Boolading · Booraan · Brookton · Bruce Rock · Bullaring · Bullfinch · Bulyee · Bungulla · Buntine · Burakin · Burracoppin · Cadoux · Calingiri · Campion · Caraban · Carrabin · Cataby · Cervantes · Chandler · Chittering · Clackline · Cold Harbour · Congelin · Coomberdale · Copley · Corrigin · Cowcowing · Crossman · Cuballing · Culbin · Cunderdin · Dalwallinu · Dandaragan · Dangin · Darkan · Dattening · Dongolocking · Doodlakine · Dowerin · Dudinin · Dumbleyung · Duranillin · Dwarda · Ejanding · Elabbin · Erikin · Gabbin · Gingin · Goomalling ·  Grass Valley · Greenhills · Guilderton · Gwambygine · Harrismith · Highbury · Hines Hill · Holt Rock · Hyden · Jelcobine · Jennacubbine · Jennapullin · Jitarning · Jurien Bay · Kalannie · Karlgarin · Kellerberrin · Kondinin · Kondut · Koojan · Koolyanobbing · Koorda · Korbel · Korrelocking · Kukerin · Kulin · Kulja · Kulyaling · Kunjin · Kununoppin · Kweda · Kwelkan · Kwolyin · Lancelin · Lake Brown · Lake Grace · Lake King · Ledge Point · Manmanning · Marvel Loch · Meckering · Meenaar · Merredin · Miling · Minnivale · Mogumber · Mokine · Moodiarrup · Mooliabeenee · Moora · Moorine Rock · Moorumbine · Moulyinning · Mount Hardey · Mount Kokeby · Mount Walker · Muchea · Mukinbudin · Muntadgin · Nalya · Nangeenan · Narembeen · Narrogin · New Norcia · Newdegate · Nilgen · Nokaning · North Bannister · Northam · Nukarni · Nungarin · Pantapin · Piawaning · Piesseville · Pingaring · Pingelly · Pithara · Popanyinning · Quairading · Quindanning · Regans Ford · Seabird · Shackleton · Southern Cross · Spencers Brook · Tammin · Tincurrin · Toodyay · Trayning · Varley · Wagin · Walebing · Walgoolan · Wandering · Wannamal · Watheroo · Welbungin · West Dale · West Toodyay · Westonia · Wialki · Wickepin · Wilbinga · Williams · Wongan Hills · Woodridge · Wubin · Wundowie · Wyalkatchem · Yealering · Yelbeni · Yellowdine · Yilliminning · Yerecoin · York · Yorkrakine · Yornaning · Yoting · Youndegin